# Saba (Sängerin)
Saba (bürgerlich: Anna Saba Lykke Oehlenschlæger, * 11. August 1997 in Addis Abeba, Äthiopien) ist eine dänische Sängerin, Musicaldarstellerin und Model. Sie vertrat Dänemark beim Eurovision Song Contest 2024 in Malmö und schied dort im Halbfinale aus.

## Karriere
Saba wurde in Äthiopien geboren und im Alter von acht Monaten gemeinsam mit ihrer Zwillingsschwester nach Ringkøbing adoptiert. Nachdem sie ihre Schullaufbahn abbrach, zog sie gemeinsam mit ihrer Schwester nach Kopenhagen und arbeitete dort als Model. Am 23. Februar 2023 sprang sie erstmals für ihre Schwester als Vertretung ein, als diese aufgrund ihrer Schwangerschaft nicht die Rolle der Dionne in Hair spielen konnte.
Am 25. Januar 2024 wurde bekannt, dass Saba am Dansk Melodi Grand Prix 2024 teilnehmen werde. Nachdem sie diesen am 17. Februar gewann, hat sie Dänemark mit dem Lied Sand beim Eurovision Song Contest 2024 vertreten. Im zweiten Halbfinale vom 9. Mai konnte sie sich nicht für das Finale qualifizieren.

## Privates
Ihre Zwillingsschwester Andrea Lykke Oehlenschlæger ist ebenfalls als Sängerin und Musicaldarstellerin tätig. In ihrer Jugend spielte Saba professionell Fußball. Im Jahr 2018 wurde bei ihr eine bipolare Störung diagnostiziert, aufgrund derer sie mehrmals stationär behandelt wurde. Diese Erfahrungen verarbeitete sie in der Dokumentation Min sindssyge tvilling (Mein verrückter Zwilling). Saba ist zudem Botschafterin der dänischen Depressionsstiftung.

## Diskografie

### Singles
- 2024: Sand